# الهندسة (ملحق كتاب)
الهندسة (بالفرنسية: La géometrie)‏ هو ملحق كتاب كتبه العالم الفرنسي رينيه ديكارت، عنوانه مقال عن المنهج، نُشر عام 1637.
اقترح الكاتب في هذا العمل الفكرة المتمثلة في الجمع بين الجبر والهندسة في مجال واحد، مخترعا هندسة سميت الهندسة التحليلية.

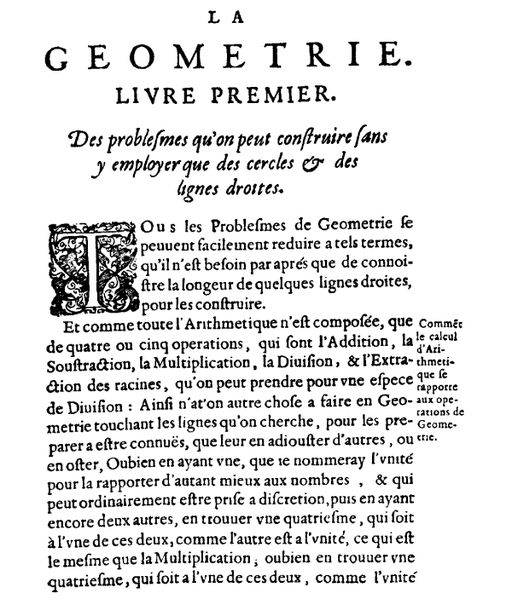
La Géométrie